# Mihálisz Szifákisz
Mihálisz Szifákisz (görögül: Μιχάλης Σηφάκης) (Iráklio, Görögország, 1984. szeptember 9. –) görög labdarúgó, aki jelenleg a PAÓK-ban játszik kapusként. A görög válogatott tagjaként ott volt a 2005-ös konföderációs kupán, a 2010-es világbajnokságon és a 2012-es Európa-bajnokságon.

## Pályafutása

### ÓFI
Szifákisz kilencéves korában kezdett el futballozni, 1999-ben került az ÓFI ifiakadémiájára, ahol 2002-ben kapta meg első profi szerződését. 2007-ben kölcsönben az Olimbiakószhoz került, ahol megnyerte a bajnokságot, a kupát és a szuperkupát.

### Árisz
2008-ban leigazolta az Árisz, a 2009/10-es szezontól állandó tagjává vált a kezdőnek, de a következő idényben több sérülés hátráltatta.

### PAÓK
A 2012-es Eb után a PAÓK-hoz szerződött.

## Válogatott
Szifákisz 2005-ben mutatkozott be a görög válogatottban, de Andónisz Nikopolídisz mellett nem kapott sok lehetőséget. Később bekerült a 2010-es vb-re utazó keretbe, de nem kapott lehetőséget a tornán. Fernando Santos érkezése után fontosabb tagja lett a válogatottnak, ott volt a 2012-es Eb-n. Bár a tornán Kósztasz Halkiász lett volna az első számú kapus, ő az első meccsen megsérült, így a többi mérkőzésen már Szifákisz védett.

## Fordítás
- Ez a szócikk részben vagy egészben  a   Michalis Sifakis című angol Wikipédia-szócikk fordításán alapul.  Az eredeti cikk szerkesztőit annak laptörténete sorolja fel. Ez a jelzés csupán a megfogalmazás eredetét és a szerzői jogokat jelzi, nem szolgál a cikkben szereplő információk forrásmegjelöléseként.

## Külső hivatkozások
- Hivatalos weboldala
- Adatlapja a Guardianon Archiválva 2013. február 4-i dátummal az Archive.is-en